# Stanislav Lipovšek
Stanislav Lipovšek, slovenski škof, * 10. julij 1943, Vojnik.

## Življenje
Mašniško posvečenje je prejel 29. junija 1968. Potem ko je kaplanoval v Župniji Celje - Sv. Danijel, je bil leta 1972 poslan na podiplomski študij liturgike na Papeški visokošolski zavod sv. Anzelma v Rim, kjer je leta 1976 postal doktor liturgike. Pet let je nato bil župnik v Župniji Maribor - Brezje, nato pa eno leto spiritual mariborskega bogoslovja.
Leta 1978 je postal asistent in leta 1980 višji predavatelj za liturgiko na mariborski enoti Teološke fakultete Univerze v Ljubljani. Asistent je bil do leta 1994, potem pa je na isti ustanovi ostal honorarni profesor do leta 1998. Predaval je tudi na Škofijski orglarski šoli v Mariboru. Udeleževal se je liturgičnih in drugih tečajev, s svojim strokovnim znanjem in praktičnimi izkušnjami pa je sooblikoval izdajanje novih liturgičnih knjig in vzgajal liturgične sodelavce.
Leta 1983 je bil imenovan za izrednega birmovalca in člana Zbora svetovalcev Škofije Maribor, leta 1996 za tajnika Škofijskega odbora za pripravo obiska papeža Janeza Pavla II. v Sloveniji, leta 1999 pa za glavnega tajnika Odbora Slovenske škofovske konference za pripravo obiska papeža Janeza Pavla II. in beatifikacijo škofa Antona Martina Slomška. Od leta 1999 je bil kanonik penitenciarij, član Nadškofijske komisije za cerkveno umetnost in vodja Nadškofijske komisije za liturgijo in cerkveno glasbo. Leta 2001 je prejel častni naslov monsignor, leta 2004 pa je prevzel še službo naddekana Mariborskega naddekanata.
Papež Benedikt XVI. je Stanislava Lipovška 15. marca 2010 imenoval za (drugega) celjskega škofa, slovesno ustoličenje (intronizacija) pa je bilo v celjski stolnici sv. Danijela 24. aprila 2010.
18. septembra 2018 je Papež Frančišek sprejel odstop škofa Lipovška, ki mu ga je podal ob svojih dopolnjenih 75 letih ter ga s tem upokojil. 